# Rijksstad Rothenburg

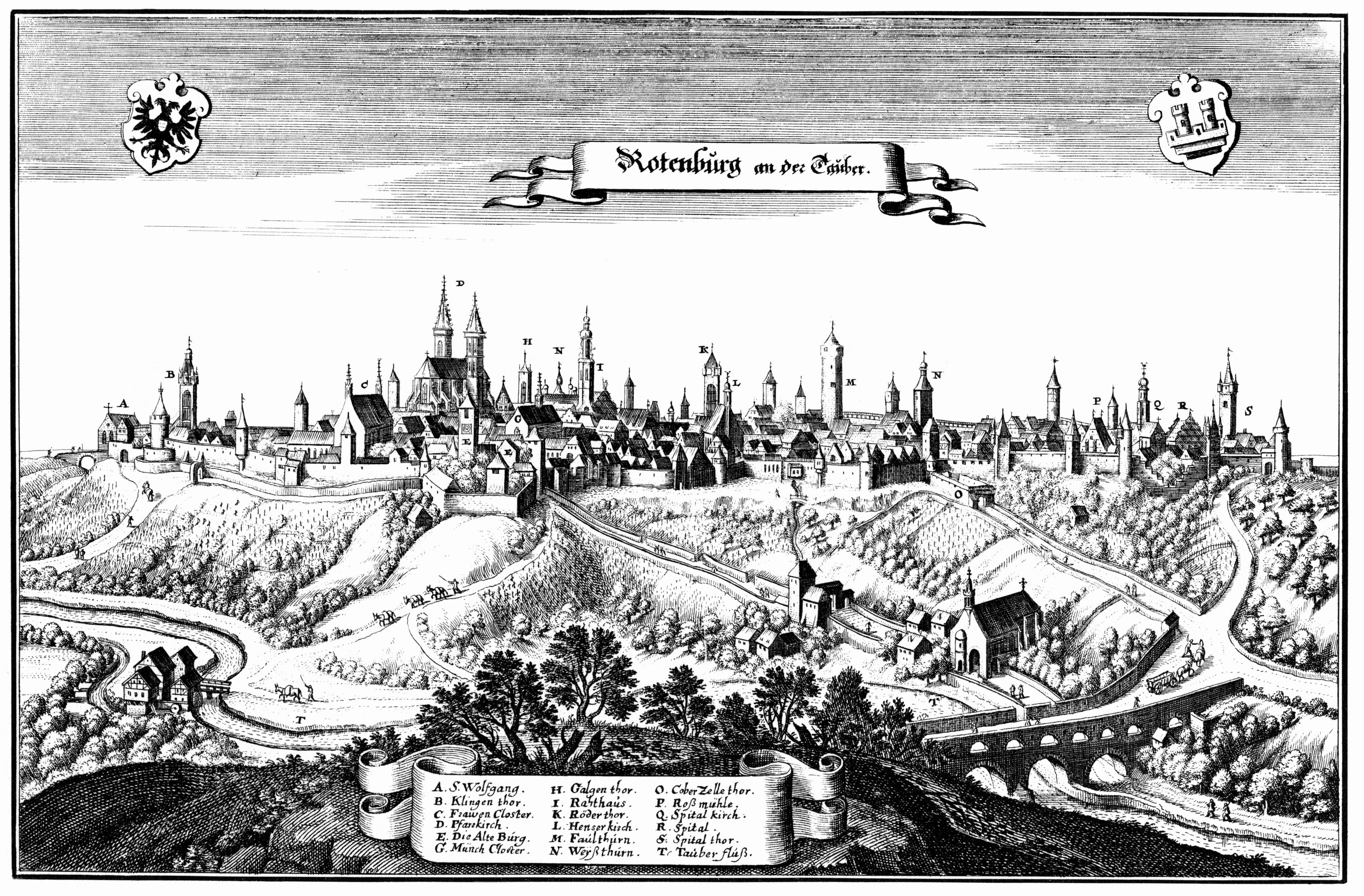
Rothenburg in 1648.

De Rijksstad Rothenburg was een stedelijk territorium in het Heilige Roomse Rijk. Als rijksstad was Rothenburg alleen onderworpen aan het gezag van de keizer, het stadsbestuur was autonoom ten opzichte van naburige vorsten. Deze status werd in 1274 bevestigd door rooms-koning Rudolf I. Nadat Beieren de stad in 1802 bezet had verloor Rothenburg in 1803 definitief zijn status als rijksstad.
Rothenburg lag in het zuidwesten van Franken aan de rivier de Tauber. In tegenstelling tot de meeste andere Rijkssteden wist Rothenburg een uitgebreid territorium van ongeveer 400 km² op te bouwen. Hoewel een deel hiervan weer verloren ging bleef het een van de grootste Rijksteden van het Rijk. Rothenburg werd in 1500 ingedeeld bij de Frankische Kreits. Op de Rijksdag was de stad vertegenwoordigd op de Zwabische Bank in de Raad van Steden.

## Geschiedenis

### Grafelijke en hertogelijke burcht
De oorsprong van Rothenburg ligt in de tiende of elfde eeuw. In deze periode bezaten graven van Comburg een burcht op de Essigkrug in het zuidwesten van de huidige stad. De graven oefenden bestuurlijke rechten uit in de Maulach-, Kocher- en Taubergouw en waren dus regionale machthebbers. Toen het gravengeslacht aan het begin van de twaalfde eeuw uitstierf werden de meeste van hun bezittingen overgenomen door de Staufen, waaronder het gebied rond Rothenburg. Vanaf 1142 liet rooms-koning Koenraad III hier een nieuwe burcht aanleggen. Vanaf 1144 is de naam Rothenburg bekend.
Koenraad III liet Rothenburg door Rijksministerialen besturen en liet zijn tweede zoon Frederik in de stad opvoeden. Frederik werd in 1152 door Frederik I Barbarossa tot hertog van Zwaben benoemd. Zelf liet Frederik zich meermaals als "Dux de Rothenburg" (Hertog van Rothenburg) betitelen. Ook Koenraad II van Zwaben, de vijfde zoon van Frederik I Barbarossa, noemde zich hertog van Rothenburg. Hieruit blijkt het belang van de burcht als bestuurlijk middelpunt voor de Staufische gebieden in Zwaben en Franken.

### Ontwikkeling tot Rijksstad
In de directe omgeving van het kasteel van de Staufen ontstond in de twaalfde eeuw een waarschijnlijk als stad geplande nederzetting. Rothenburg had in deze periode al een stadsmuur, er werden markten gehouden en zelfstandig recht gesproken. Ook had de stad een eigen kerk en waren er twee kloosters (Franciscanen en Dominicanessen) en twee ridderordes (de Johannieter en de Duitse Orde) in de stad gevestigd. In 1227 is voor de eerste keer sprake een stedelijke burgerij en in 1239 bezegelde de stad voor de eerste keer een oorkonde. Een stadsraad is vanaf 1269 bekend.
Het uitsterven van de dynastie van de Staufen in het midden van de dertiende eeuw had negatieve gevolgen voor de ontwikkeling van de stad. Met het wegvallen van de koninklijke invloed konden de heren van Nordenburg hun invloed in de omgeving van de stad uitbreidden. De verkiezing van Rudolf van Habsburg tot rooms-koning leidde tot een hernieuwde versteviging van het koninklijke gezag in het Rijk. Rudolfs beleid was erop gericht zoveel mogelijk koninklijke rechten en gebieden die tijdens het interregnum verloren waren gegaan terug te winnen. Op 15 mei 1274 verleende de koning een privilege aan Rothenburg waarin hij de stad onder de bescherming van het Rijk plaatste. De burgers werden bevrijd van alle buiten de stad gelegen gerechtshoven en de bevoegdheden van het Rothenburger Zentgericht werden uitgebreid en gelijkgesteld met een landgericht. Door het privilege werd Rothenburg een rijksstad.

### Zelfstandigheid en verpanding
Als rijksstad was Rothenburg grotendeels autonoom en de stadsraad verantwoordelijk voor het dagelijks bestuur. Toch had ook het beleid van de koning een grote invloed op de stad. In 1325 verpandde Lodewijk de Beier de stad aan de heren van Hohenlohe en in 1331 aan de bisschop van Würzburg. De verpanding aan Würzburg leidden tot een oproer in de stad. In 1355 kon de stad zichzelf vrijkopen. Lodewijk de Beier beloofde de stad nooit meer te verpanden en schonk de stad een aantal nieuwe privileges, zoals de uitbreiding van het marktrecht en het recht om zelf bondgenootschappen te sluiten. Desondanks verpandde koning Karel IV Rothenburg tussen 1349 en 1353 opnieuw aan de bisschop van Würzburg, maar de stad kon zichzelf opnieuw vrijkopen.

### DeLandwehr
Hoewel de kloosters en enkele Rothenburgse patriciërs al in de dertiende eeuw landerijen in de omgeving van de stad hadden gekocht was het territorium van de rijksstad zelf beperkt gebleven tot het gebied binnen de stadsmuren. Tijdens de ambtsperiode van burgemeester Heinrich Toppler (ca. 1340–1408), die vanaf de jaren 1370 tot 1408 om het jaar tot burgemeester werd gekozen, veranderde dit. Tussen 1383 en 1406 begon de stad omliggende landerijen en rechten op te kopen. Uiteindelijk omvatte het territorium van de rijksstad rond de 450 km². In 1525 telde de landelijke bevolking tussen de 10.000 en 11.000 mensen, meer dan twee keer zoveel als er in de stad zelf woonden. Het territorium buiten de stadsmuren werd de Landwehr genoemd.
De aankopen kon de stad alleen financieren door geld te lenen van de belangrijkste patriciërs, waaronder Toppler zelf. Voor de aankoop van de Nordenbergse landgoederen schoot de burgemeester een vijfde van het aankoopbedrag voor. In plaats van de terugbetaling af te wachten liet hij de heerlijke rechten in Nordenberg aan zichzelf overdragen. Heinrich Toppler verzamelde op deze manier rechten op een groot deel van de landerijen rondom Rothenburg, met een jaarlijkse opbrengst van meer dan 7000 gulden. Toppler werd op deze manier de rijkste burger van Rothenburg en een van de aanzienlijkste patriciërs in het Duitse Rijk. Ook aan andere burgers verkocht de raad heerlijke rechten, maar rechtelijke macht bleef steeds in handen van de stad. Daarnaast verhoogde de raad de belastingen van de joodse gemeenschap.

### Confrontatie en consolidatie
De gestegen invloed van de stad bracht Rothenburg steeds vaker in conflict met nabijgelegen vorsten. Zo leidde onenigheid over de jurisdictie van het Rothenburgse landgericht tot spanningen met de bisschoppen van Würzburg en de burggraven van Neurenberg, die over hun eigen landgerichten beschikten. Heinrich Toppler dacht deze twee machten tegen elkaar uit te spelen. In 1407 sloten de bisschop en de burggraaf echter een alliantie tegen de stad en haalden de koning over om Rothenburg in de rijksban te doen. De Würzburgse en Neurenbergse legers wisten het landelijke gebied van de rijksstad te veroveren, maar het lukte hen niet om de stad zelf in te nemen.
In 1408 sloot de stadsraad in Mergentheim vrede met zijn vorstelijke tegenstanders. De rijksban werd opgeheven en het grootste deel van het landelijke gebied bleef voor de stad behouden. Wel moest de stad een aantal van zijn kastelen afbreken. Twee maanden na de vrede werd Heinrich Toppler tijdens een raadsvergadering door zijn tegenstanders gevangen genomen. De burgemeester werd in een kerker geworpen, waar hij onder onduidelijke omstandigheden overleed. Na Topplers dood hield de stad zich grotendeels afzijdig uit de Rijkspolitiek.
De raad besloot in de jaren 1430 om het landelijke gebied te beschermen door de aanleg van een reeks verdedigingswerken. Aanvankelijk bestond deze landhege uit een greppel en een heg. Gedurende de vijftiende eeuw werd de landhege steeds verder uitgebreid tot een twintig meter brede linie met drie wallen met twee grachten ertussen en een dichte haag aan de buitenzijde. Stenen wachttorens op strategische locaties moesten het verkeer op de doorgaande wegen controleren. Alleen in de heuvelachtige Frankenhöhe was de landhege niet volledig uitgebouwd. Door militair-technologische verbeteringen verloor de landhege zijn defensieve functie. In plaats daarvan werd het steeds meer een symbool van de stedelijke autonomie.

### Stagnatie in de vijftiende eeuw
In de vijftiende eeuw nam het belang van Rothenburg af. De bevolkingsgroei stagneerde: tot de negentiende eeuw bleef het aantal inwoners van de stad min of meer gelijk. Tegelijkertijd leed de stad financieel onder de Oorlogen tegen de Hussieten (1419–1434) en de strijd tussen de Zuid-Duitse steden en markgraaf Albrecht Achilles van Brandenburg (1449–1450).
De financiële en sociale spanningen in de stad leidden in 1451 tot een opstand van handwerkslieden. De handwerkslieden, die zich met uitzondering van de leerbewerkers en doekmakers niet in gilden mochten organiseren, eisten dat ze betrokken werden in het stadsbestuur. De opstand was succesvol: er werden nieuwe gilden opgericht en gildeleden gingen deel uitmaken van het stadsbestuur. In 1445 werd de oude situatie echter weer hersteld. Op een korte periode in 1524-1525 na bleef het stadsbestuur een oligarchie met leden uit het patriciaat.

### De Reformatie
Rothenburg werd relatief vroeg beïnvloed door de ideeën van de reformatie. Onder invloed van de hervormer Karlstadt, die in 1524 en 1525 in de stad verbleef, radicaliseerde de evangelische partij in de stad. Tijdens de Boerenoorlog greep de evangelische partij de macht in de stadsraad en verbond zich met de opstandelingen. Na de nederlaag van de boerenlegers werd de katholieke orde hersteld. Evangelische preken werden verboden en de opstandelingen werden bestraft. Op het centrale marktplein liet markgraaf Casimir van Brandenburg-Kulmbach zeventien aanvoerders van de opstand publiekelijk onthoofden, waaronder de evangelische predikant Johannes Teuschlein.
In 1544 begon de stadsraad met een hernieuwde invoering van het protestantisme. De raad nodigde de Neurenbergse hervormer Thomas Venatorius uit om zich in de stad te vestigen. Onder zijn toezicht verspreidde de evangelisch-lutherse leer zich snel onder de burgerij. Met de invoering van het protestantisme kwamen ook de twee kloosters onder druk te staan. In 1548 verlieten de laatste twee franciscaanse broeders de stad en in 1554 werd ook het dominicanessenklooster opgeheven. De kloostergebouwen werden stedelijk bezit. Tussen 1548 en 1552 verbleef de Sloveense hervormer Primož Trubar in Rothenburg. Hij schreef hier het manuscript voor het eerste gedrukte werk in het Sloveens. In 1559 werd de evangelisch-lutherse officieel vastgelegd met de invoering van een door de invloedrijke theoloog Jakob Andreae opgestelde kerkorde.
De tweede helft van de zestiende eeuw was een periode van culturele bloei. Op het centrale marktplein werd het middeleeuwse raadhuis gemoderniseerd door de aanbouw van een renaissancegedeelte. Ook de spitalgebouwen in het zuiden van de stad werden vernieuwd. Daarnaast kreeg de stad een nieuwe Latijnse school. Om de stad beter tegen aanvallen te beschermen werd bij het zuidelijke poortgebouw een nieuw bastion aangelegd, de spitalbastei. Tijdens de Dertigjarige Oorlog bleken de grotendeels middeleeuwse muren echter ontoereikend als effectieve verdedigingswerken.

### De Dertigjarige Oorlog

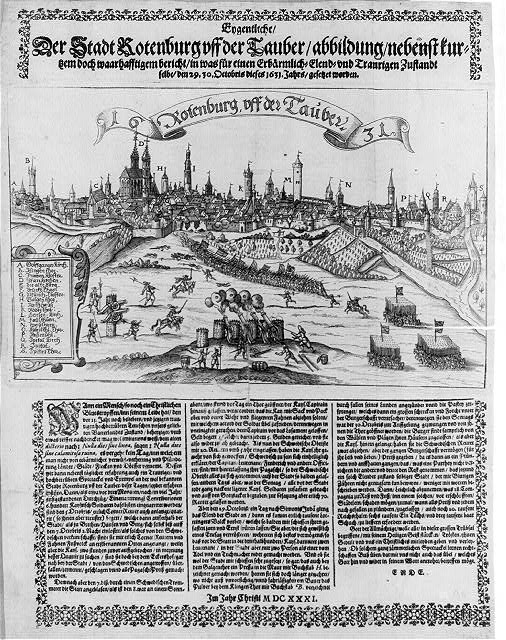

Met het uitbreken van de Dertigjarige Oorlog (1618–1648) kwam een einde aan de laatste bloeiperiode van de Rijksstad. Rothenburg lag zowel aan de oost-west- als de noord-zuidroutes die de doortrekkende legers op hun tochten door Duitsland aflegden. Tussen 1622 en 1631 trokken keizerlijke en Beierse troepen regelmatig door de gebieden van de Rijksstad. De bevolking leed onder inkwartieringen, afgedwongen contributies en plunderingen. In 1631 werd de stad eerst ingenomen door de Zweden en vervolgens heroverd door een keizerlijk leger onder aanvoering van generaal Tilly. Na 1631 werd Franken, en dus ook het Rothenburgse achterland een van de zwaarst getroffen gebieden van Duitsland, waar Franse, Beierse, Zweedse en keizerlijke legers herhaaldelijk doorheen trokken.
Aan het einde van de oorlog was de bevolking op het platteland van de Rijkstad met ongeveer 70% afgenomen. Boerderijen, kerken en velden waren vernietigd, beschadigd of slecht onderhouden. Daarnaast hadden zowel de burgers van de stad als de inwoners van het platteland financieel zwaar te lijden gehad onder de contributies die de verschillende legers hadden opgeëist. In sommige gebieden op het platteland duurde het meer dan zestig jaar voordat de productie weer hetzelfde niveau had bereikt als voor de oorlog.

### Einde van de Rijksstad
Na de Dertigjarige Oorlog stagneerde de ontwikkeling van Rothenburg geheel. Handel en nijverheid speelde slechts een lokale rol in de stedelijke economie, die grotendeels gebaseerd was op de opbrengsten van het achterland. De stedelijke schulden stegen en vanaf de jaren 1770 begon de bevolking af te nemen.
Het uiteindelijke verlies van zijn onafhankelijkheid dankte Rothenburg aan de omwentelingen als gevolg van de Franse Revolutie en de daaropvolgende oorlogen. In 1794 hadden de Franse legers de linker Rijnoever bezet, waaronder de gebieden die behoorden aan de keurvorst van Beieren. De vorsten die gebieden hadden verloren aanFrankrijk eisten compensatie. In 1802 gaf de Rijksdag aan een commissie de opdracht om dit te onderzoeken, de Reichsdeputation. Nog voor de commissie uitspraak had gedaan bezette Beierse troepen op 2 september 1802 de Rijksstad Rothenburg. In de Reichsdeputationshauptschluss van 25 februari 1803, het uiteindelijke besluit over de structuur van het Heilige Roomse Rijk, werd inderdaad bepaald dat het volledige territorium van Rothenburg aan Beieren toekwam.
In het grensverdrag van Parijs van 18 mei 1810 staat het koninkrijk Beieren een deel van het gebied van de voormalige rijksstad aan het koninkrijk Württemberg af. De stad zelf blijft bij Beieren.

## Religie

### Joodse gemeenschap
In de twaalfde eeuw is er voor het eerst sprake van joodse inwoners in Rothenburg. In de dertiende eeuw had de stad een bloeiende joodse gemeenschap, waar de beroemde rabbijn Meir ben Baruch een talmoedschool leidde. In 1298 werd de gemeenschap echter geheel vernietigd door de vervolgen tijdens de rintfleisch-pogrom. Kort daarna vestigden zich opnieuw joden in de stad, maar de gemeenschap bereikte nooit meer dezelfde grootte als voor de pogrom. Tijdens de pestuitbraak in de herfst van 1349 kwam het opnieuw tot Jodenvervolgingen in de stad. Voor de joden die zich vanaf 1370 weer in de stad vestigden werd rond 1400 de Judengasse gebouwd. De synagoge van de joodse gemeenschap op de Kapellenplatz werd in die tijd omgebouwd tot een kapel "zur Reinen Maria". Wat noordelijker was toen al een nieuwe synagoge gebouwd aan de rand van de Joodse begraafplaats.
In 1520 bewerkte de stadspredikant Johannes Teuschlein de definitieve verwijdering van de Joden uit de stad. Het bezit van de gemeente werd geconfisqeerd, kerkhof en synagoge door de stad overgenomen. Na de aanleg van een nieuwe stadsbegraafplaats buiten de stadsmuren werden deze na 1560 met de grond gelijk gemaakt. Daar bevindt zich nu de Schrannenplatz.
Pas in 1870 vestigden zich in de stad weer de eerste Joodse families, die in 1876 een eigen gemeente oprichtten. Vanaf 1898 beschikte die over een eigen begraafplaats, die tot op heden nog bestaat.
Na 1920 werd het leven voor de joodse inwoners van Rothenburg toenemend moeilijker. Op 22 oktober 1938, kort voor de Kristallnacht, werden de laatst overgebleven Joden uit de stad verdreven. Sindsdien is er in Rothenburg ob der Tauber geen Joodse gemeente meer.

## Territorium
Tot het gebied van de rijksstad behoren naast de stad zelf:
- delen van Gebsattel
- heerlijkheid Nordenberg met het rijksambt Dettwang en de achterburcht
- bannerschap Endsee
- burchten Gammersfeld en Inzingen met onderhorigheden
- burcht en heerlijkheid Liental (Lichtel)
- burcht en voogdij Seideneck
- burcht en heerlijkheid Gailnau met de voogdij Wettringen en het gerecht Brettheim
- Oberstetten
- Ostheim
- delen van Archshofen
- burcht Diebach
- het huis van de Duitse Orde te Rothenburg met bijbehorende goederen

Door het bezit van delen van Pfahlenheim was de stad ook deelgenoot in het kanton Odenwald van de rijksridderschap.